# Salomonenkauz
Der Salomonenkauz (Athene jacquinoti; Syn. Ninox jacquinoti) ist eine kleine bis mittelgroße Eulenart aus der Gattung der Buschkäuze (Ninox). Er kommt ausschließlich auf den Salomonen sowie auf den zu Papua-Neuguinea gehörenden Inseln Buka und Bougainville vor.
Es werden sieben Unterarten unterschieden. Auch der Makirakauz, der Guadalcanalkauz und der Malaitakauz galten lange als Unterarten dieser Eule. Das Handbook of the Birds of the World unterstützt jedoch seit 2014 die Anerkennung der drei Eulen als eigenständige Art. Die Bestandssituation des Salomonenkauz gilt anders als bei diesen drei Arten als ungefährdet (least concern).

## Merkmale
Der Salomonenkauz erreicht eine Größe von 25 bis 30 Zentimetern, wovon 8,7 bis 12 Zentimeter auf den Schwanz entfallen. Das Gewicht liegt bei etwa 175 Gramm.
Er hat eine graubraune Gesichtsscheibe, die von schmalen weißen Augenbrauen und einem weißen Streifen über dem Hals eingefasst ist. Der Gesichtsschleier ist bräunlich. Die Körperoberseite ist dunkel rotbraun bis dunkelbraun mit zahlreichen weißen Flecken. Auf dem Scheitel sind die Federn außerdem blassbraun gesäumt. Die Flügeldecken sind gleichfalls weiß getupft, die Schwingen sind dunkelbraun und weisen kleine weiße Fleckchen auf. Der Schwanz ist dunkelbraun mit fünf bis sieben schmalen blasen Querbändern. Bei einigen Individuen weist das mittlere Steuerfederpaar jedoch keine Querbänderung auf. Die Kehle ist weißlich, die Brust ist braun mit einer helleren unscharf abgegrenzten Querbänderung. Die Läufe sind bis zu den Zehen befedert. Die Augen sind gelb bis orangegelb. Der Schnabel ist blass olivbraun.

## Verbreitungsgebiet und Lebensraum
Der Salomonenkauz kommt auf fast allen Inseln der Salomon-Inselgruppe vor. Sein Lebensraum sind hoch gewachsene Primär- und Sekundärwälder bis in Höhenlagen von 1500 Metern. Er ist auch in kleinen Waldgebieten und in der Nähe von Gärten anzutreffen.

## Lebensweise
Der Salomonenkauz lebt einzelgängerisch oder in Paaren. Während des Tages sitzt er häufig in Astgabeln mächtiger Bäume oder im Schatten überhängender Äste. Gewöhnlich befinden sich diese Ruheplätze 15 Meter oberhalb des Erdbodens. Seine Nahrung besteht überwiegend aus Insekten und anderen Arthropoden. Vermutlich frisst er auch kleine Wirbeltiere.

## Etymologie und Forschungsgeschichte
Die Erstbeschreibung des Salomonenkauzes erfolgte 1850 durch Charles Lucien Jules Laurent Bonaparte unter dem Namen Athene jacquinoti. Bonaparte bezog sich dabei auf eine Publikation von Jacques Bernard Hombron & Honoré Jacquinot, die ihm wohl schon vorab vorgelegen haben muss. Häufig findet man ihn in älterer Literatur unter dem wissenschaftlichen Namen (Ninox jacquinoti), also unter der Gattung Ninox Hodgson, 1837 geführt. Neuere wissenschaftliche Erkenntnisse schlugen den Salomonenkauz der von Friedrich Boie 1822 eingeführten Gattung Athene zu. Dieser Name leitet sich von der griechischen Göttin Athene ab, deren Lieblingsvogel die Eule war. Das Artepitheton jacquinoti ehrt somit Honoré Jacquinot, der einer der beiden Autoren auf die sich Bonaparte bezieht war.

## Einzelbelege
1. 1 2   König et al.: Owls of the World, S. 467
2. 1 2  Charles Lucien Jules Laurent Bonaparte (1850), S. 42.
3. ↑  Jacques Bernard Hombron (1853), Text S. 50.
4. ↑  Jacques Bernard Hombron (1853), Atlas Tafel 3 Abbildung 1.
5. ↑  Friedrich Boie (1822), S. 549.
6. ↑  Chyi Yin Gwee (2016), S. 246–258.
7. ↑  Jessie Frances Salter (2020), S. 1–15.
8. ↑  Athene The Key to Scientific Names Edited by James A. Jobling